# Filocalia
La Filocalia o filokalia (en griego antiguo Φιλοκαλíα, lit. «amor a lo bello», de φιλíα ‘afición, amor’ y καλóς ‘bello, belleza’) es el nombre que recibe una colección ya clásica de textos escritos entre los siglos IV y XV d. C. por maestros espirituales de la tradición mística hesicasta de la Iglesia ortodoxa oriental. Fueron escritos originalmente para la guía y enseñanza de los monjes en «la práctica de la vida contemplativa» y están dedicados a la mística y ascesis en la Iglesia ortodoxa, siendo uno de sus principales temas el hesicasmo.
Inicialmente se denominó Filocalia a una selección de textos de Orígenes cuya composición se atribuyó a san Basilio Magno y Gregorio Nacianzeno; sin embargo la "Filocalia" más conocida (y por así decirlo) canónica es una recopilación de las más variadas escrituras cristianas orientales con textos que van desde los Padres del Desierto y la patrística en el siglo IV hasta obras de Gregorio Palamás y otros autores bizantinos del siglo XIV, en total se reconoce a más de treinta autores recopilados.
Tal corpus fue publicado en Venecia el año 1782 por Nicodemo el Hagiorita (es decir del Monte Athos) y Macario de Corinto gracias al mecenazgo del príncipe rumano Ioan Mavrogordatu, tal publicación ha tenido un gran éxito en el mundo eslavo merced a las traducciones realizadas por Paisio Velichkovsky. Además de la Biblia y de algunos textos patrísticos, la Filocalia o Filokalia es uno de los más interesantes conjuntos de textos que de la cristiandad oriental han llegado hasta el presente. En esta obra se pone énfasis en la nepsis (sobriedad del alma) aunque evitando caer en la acedia (la abulia o desgano anímico).
Aunque estas obras eran conocidas individualmente en la cultura monástica del cristianismo ortodoxo griego antes de su inclusión en la Filokalia, su presencia en esta colección dio lugar a un público mucho más amplio debido a su traducción a varias lenguas. Las primeras traducciones incluyeron una traducción al eslavo eclesiástico de textos seleccionados por Paisio Velichkovsky (Dobrotolublye, Добротолю́бїе) en 1793, una traducción al ruso por Ignacio Brianchanínov en 1857, y una traducción al ruso (Dobrotolyubie) en cinco volúmenes por Teófanes el Recluso en 1877. Posteriormente hubo traducciones al rumano, italiano, francés, alemán, español, finlandés y árabe.
El libro es el «principal texto espiritual» de todas las iglesias ortodoxas orientales. Los editores de la actual traducción al inglés afirman que «la Filokalia ha ejercido una influencia mucho mayor que la de cualquier otro libro que no sea la Biblia en la historia reciente de la Iglesia Ortodoxa». A la asidua lectura de esta obra por parte de los cristianos orientales se hace referencia en el célebre comentario anónimo llamado Relato de un peregrino ruso publicado en el siglo XIX.

## Historia
Nicodemo y Macario eran monjes del Monte Athos, una península montañosa del norte de Grecia, considerada históricamente como el centro geográfico de la espiritualidad ortodoxa y que alberga 20 monasterios. La primera edición, en griego, se publicó en Venecia en 1782, con una segunda edición en griego publicada en Atenas en 1893. Todos los textos originales estaban en griego; dos de ellos fueron escritos por primera vez en latín y traducidos al griego en la época bizantina.
La traducción de Paisius Velichkovsky al eslavo eclesiástico, Dobrotolublye (publicada en Moscú en 1793), incluía partes seleccionadas de la Filocalia y era la versión que el peregrino de El peregrino ruso llevaba en su viaje. Ese libro sobre un peregrino ruso que busca consejo sobre la oración interior ayudó a popularizar la Filocalia y sus enseñanzas en Rusia. La traducción de Velichkovsky fue la primera en ser ampliamente leída por el público, fuera de los monasterios, ayudada por la popularidad de El peregrino ruso y la influencia pública de los startsy del monasterio de Óptina, conocidos como los Ancianos de Óptina. En el siglo XIX aparecieron dos traducciones al ruso, una de Ignacio Brianchanínov (1857) y otra de Teófanes el Recluso (Dobrotolubiye; 1877). Esta última se publicó en cinco volúmenes e incluyó textos que no estaban en la edición original en griego.
Inicialmente, Velichkovsky dudaba en compartir su traducción fuera de los muros del monasterio de Óptina. Le preocupaba que las personas que vivían en el mundo no contaran con la adecuada supervisión y orientación de los startsy en el monasterio, ni con el soporte de la vida litúrgica de los monjes. Finalmente, el Metropolitano de San Petersburgo le convenció para que publicara el libro en 1793. Brianchanínov expresó las mismas preocupaciones en su obra, advirtiendo a sus lectores de que la práctica regular de la Oración de Jesús, sin una guía adecuada, podría causar potencialmente error espiritual (Prelest) y orgullo, incluso entre los monjes. Sus preocupaciones eran contrarias a las del compilador original de la Filocalia, Nicodemo, quien escribió que la Oración de Jesús podía ser utilizada con buenos resultados por cualquiera, ya fuera monástico o laico. Todos estaban de acuerdo en que las enseñanzas sobre la oración interior constante debían practicarse bajo la guía de un maestro espiritual, o starets.
Las primeras traducciones parciales al inglés y al francés en la década de 1950 fueron un resultado indirecto de la revolución bolchevique, que llevó a muchos intelectuales rusos a Europa occidental. T. S. Eliot convenció a sus compañeros de la editorial Faber and Faber para que publicaran una traducción parcial al inglés a partir de la versión rusa de Teófanes, que tuvo un éxito sorprendente en 1951. Una traducción al inglés más completa, a partir del original griego, comenzó en 1979 con una colaboración entre G. E. H. Palmer, Kallistos Ware y Philip Sherrard. Entre 1979 y 1995 publicaron cuatro de los cinco volúmenes de la Filocalia. En 1946, apareció la primera entrega de una traducción al rumano en diez volúmenes realizada por el padre Dumitru Stăniloae. Además del texto griego original, Stăniloae añadió «largas notas originales a pie de página» y amplió sustancialmente la cobertura de los textos de San Juan de la Escalera, San Doroteo de Gaza, Máximo el Confesor, Simeón el Nuevo Teólogo y Gregorio Palamás. Esta obra tiene 4.650 páginas. Los escritos del monje trapense Thomas Merton sobre el hesicasmo también ayudaron a difundir la popularidad de la Filocalia, junto con la influencia indirecta de la obra de J. D. Salinger Franny y Zooey, que incluyó El peregrino ruso como elemento principal de la trama.

## Algunos textos contenidos en laFilocalia
La Filocalia contiene fragmentos de textos redactados por:
- Isaías el solitario
  - Dar importancia al intelecto: 27 textos,
- Evagrio Póntico
  - Forma de enseñanza del ascetismo y la quietud en la vida solitaria,
  - Textos de discernimiento respecto a las pasiones y pensamientos,
  - Extractos de textos de vigilia.
- San Juan Casiano
  - Sobre ocho vicios
  - A propósito de los santos padres de Sketis y del discernimiento
- San Marcos el Asceta
  - Sobre las leyes espirituales: doscientos textos
  - Quienes meditan son aquellos que se hacen virtuosos por sus obras, 226 textos,
  - Epístola a Nicolás el solitario,
- San Esiquio el fraile
  - Sobre la vigilia y la santidad,
- San Neilos el asceta
  - Discurso ascético
- San Diádoco de Photiki
  - Sobre la conciencia espiritual y sobre el discernimiento: cien textos,
- San Juan de Karpathos
  - Para fortalecer a los monjes indios que le habían escrito: cien textos,
  - Discurso ascético dirigido a esos mismos monjes,
- San Teodoro el Gran Asceta
  - Un siglo de textos espirituales,
  - Theoretikon
- San Máximo el Confesor
  - Cuatrocientos textos sobre el amor (prefacio a Elpidios el presbítero),
  - Doscientos textos sobre teología y la dispensación encarnada en el Hijo de Dios, escritos por Thalassios
  - Varios textos de teología y la Divina Economía y sobre las virtudes y los vicios,
  - Respecto a la plegaria de Jesús,
- Thalassios el líbico
  - Sobre el amor, el autodominio y sobre la vida acorde al intelecto (compaginado por Pablo el presbítero)
- San Juan Damasceno
  - Sobre las virtudes y los vicios,
- Abba Filemón
  - Un Discurso,
- San Teognosto
  - Sobre la praxis de la virtud, sobre la contemplación y sobre el sacerdocio,
- San Philotheos del Sinaí
  - Cuarenta textos sobre la vigilia,
- Elías el presbítero
  - Una antología de gnómica (normas),
- Theoretikon,
- Theophanis el monje
  - La escalera de las Divinas Gracias,
- San Pedro Damasceno
  - Libro I: Un tesaurus de la Divina Sabiduría,
  - Libro II: 44 discursos,
- San Simeón Metafrastis: Paráfrasis y homilías de San Makarios de Egipto:
  - I. Perfección espiritual,
  - II. Plegaria,
  - III. Paciencia y Discernimiento,
  - IV. La elevación del intelecto,
  - V. Amor.
  - VI. La libertad del intelecto,
- San Simeón el nuevo teólogo
  - Sobre la fe
  - 153 textos de praxis y de teología,
  - (atribuido) Los tres métodos de la plegaria,
- Nicetas Stethatos
  - Sobre la práctica de las virtudes: 101 escritos,
  - Sobre la naturaleza íntima de la naturaleza de las cosas y sobre la purificación del intelecto: 101 escritos,
  - Sobre el conocimiento espiritual, el amor y la perfección de la vida: 101 escritos,
- Theoliptos, metropolitano de Filadelfia (Grecia)
  - Sobre la obra íntima de Cristo y la profesión monástica,
  - Textos ,
- Nicéforo el monje
  - Sobre la vigilia y el resguardo del corazón,
- San Gregorio del Sinaí
  - Sobre mandatos y doctrinas, cuidados y promesas; sobre pensamientos, pasiones y virtudes y asimismo sobre la quietud y la plegaria: 137 textos,
  - Más allá de los textos, 40 escritos
  - Sobre los signos de la gracia y el engaño, escritos para el confesor Longinos: Diez textos
  - Cincuenta Textos,
  - Sobre la plegaria: siete textos
- San Gregorio Palamás
  - Al muy reverendo Nun Xenia
  - Un Decálogo del Nuevo Testamento
  - En defensa de quienes son devotos practicantes de una vida de quietud,
  - Tres textos sobre la plegaria y la pureza del corazón,
  - Tópicos de ciencia natural y teologal y sobre la moral y la vida ascética: 150 textos,
  - La declaración de la Santa Montaña en defensa de quienes devotamente practican una vida de quietud.